# Madruzzo (Adelsgeschlecht)

Familienwappen

Die Madruzzo (eingedeutscht Madrutz u. ä.) waren eine italienische Adelsfamilie mit Stammsitzen in Nanno und Denno am Nonsberg im Trentino, das sich ab 1452 nach seiner damals erworbenen Besitzung Castello Madruzzo in Lasino benannte.
Sie stellte in der frühen Neuzeit vier Fürstbischöfe von Trient, damit Herrscher über das Trentino, und erlangte so auch auf europäischem Niveau zwischen Reich und Papst einige Bedeutung.

## Geschichte
Das Geschlecht der Madruzzo nannte sich ursprünglich nach seinen Besitzungen Nanno und Denno (das letztere Schloss ist heute verschwunden) im Trentino (Region Trentino-Südtirol in Norditalien). Der erste geschichtlich fassbare Vertreter dieser Familie war Roberto signore di Nanno, der am 23. Juli 1217 als Vasall der Grafen von Eppan im Nonstal urkundlich auftritt.
Schloss und Herrschaft Madruzzo (in Lasino im Valle dei Laghi auf dem Weg von Trient zum Gardasee) gehörten ursprünglich einer Adelsfamilie di Madruzzo. Um die Mitte des 14. Jahrhunderts heiratete eine Tochter aus dem Hause Madruzzo einen Herrn von Denno-Nanno, wodurch diese Familie erstmals Landbesitz in der Gegend von Madruzzo erwarb. Nach dem Aussterben derer von Madruzzo im Jahr 1380 gelangte die Burg Madruzzo an andere Erben, bis es 1447 Aliprando, einem Sohn von Guglielmo di Denno-Nanno, gelang, die Burg käuflich zu erwerben. Seit 1452 nannte sich dessen Bruder, Giovanni di Nanno († vor 1469), auch Herr von Madruzzo. Er war zugleich „Sindaco“ (etwa: Bürgermeister) von Madruzzo, Calavino und Lasino. Ab 1475 nannten sich seine Nachkommen vorwiegend nach Madruzzo Dessen Sohn Federico von Nano, Herr von Madruzzo, kommandierte 1487 für den römisch-deutschen König Maximilian I. Truppen gegen Venedig. Im 16. Jahrhundert kam auch das Castel Toblino an die Madruzzo, ein altes bischöfliches Lehngut, das zum bevorzugten Sommeraufenthalt der Bischöfe aus dem Hause Madruzzo wurde. Durch Isabelle de Challant (1531–1596), Gemahlin des Giovanni Frederico di Madruzzo (1535–1586), kam das Castello di Issogne im Aosta-Tal an die Familie.

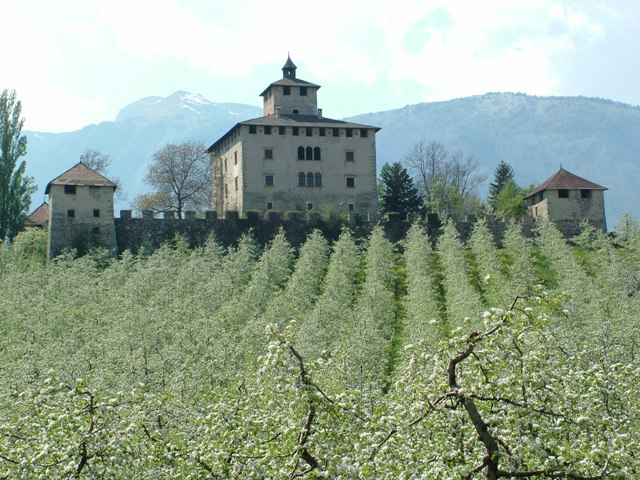
Castel Nanno
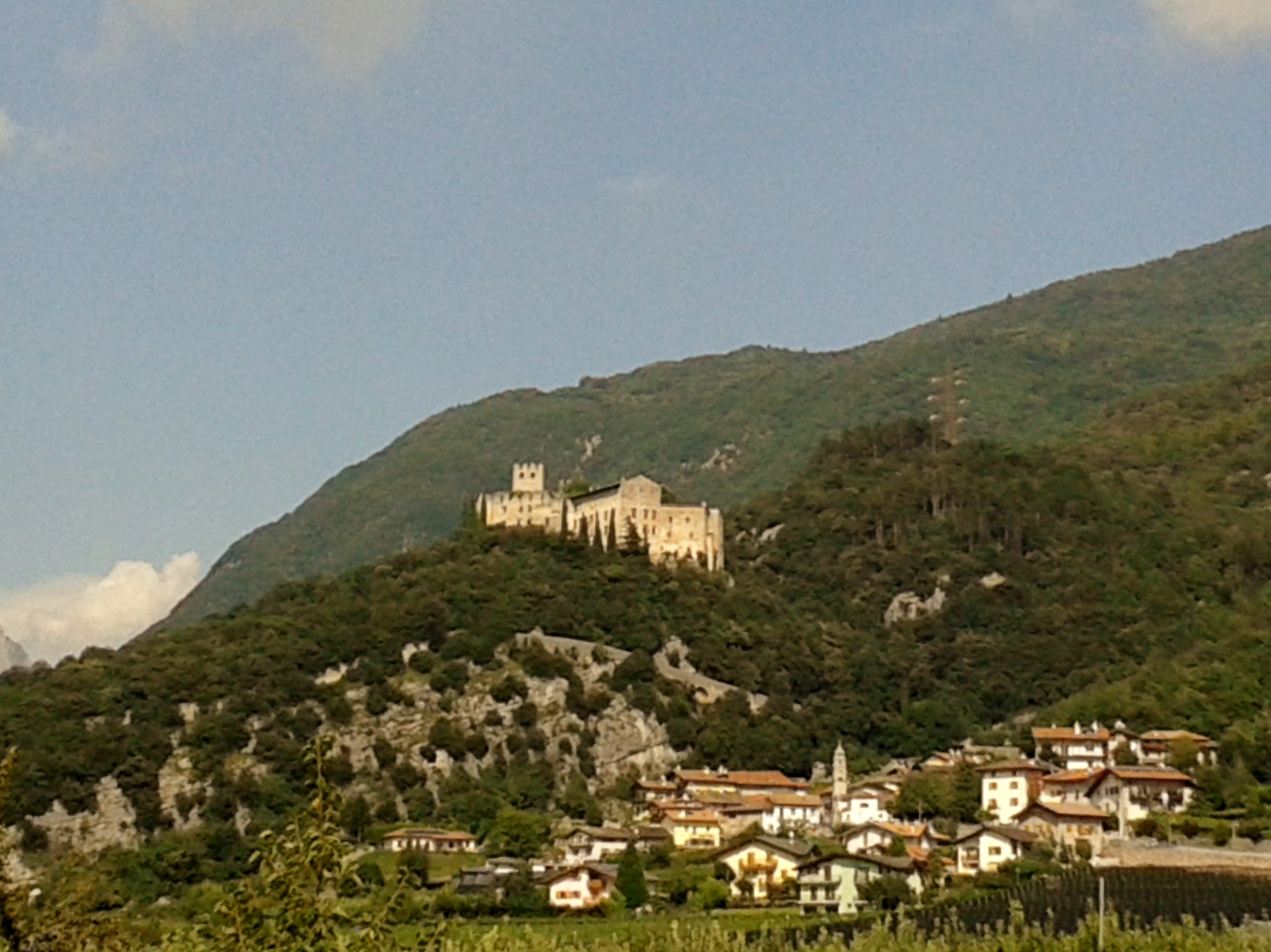
Castel Madruzzo
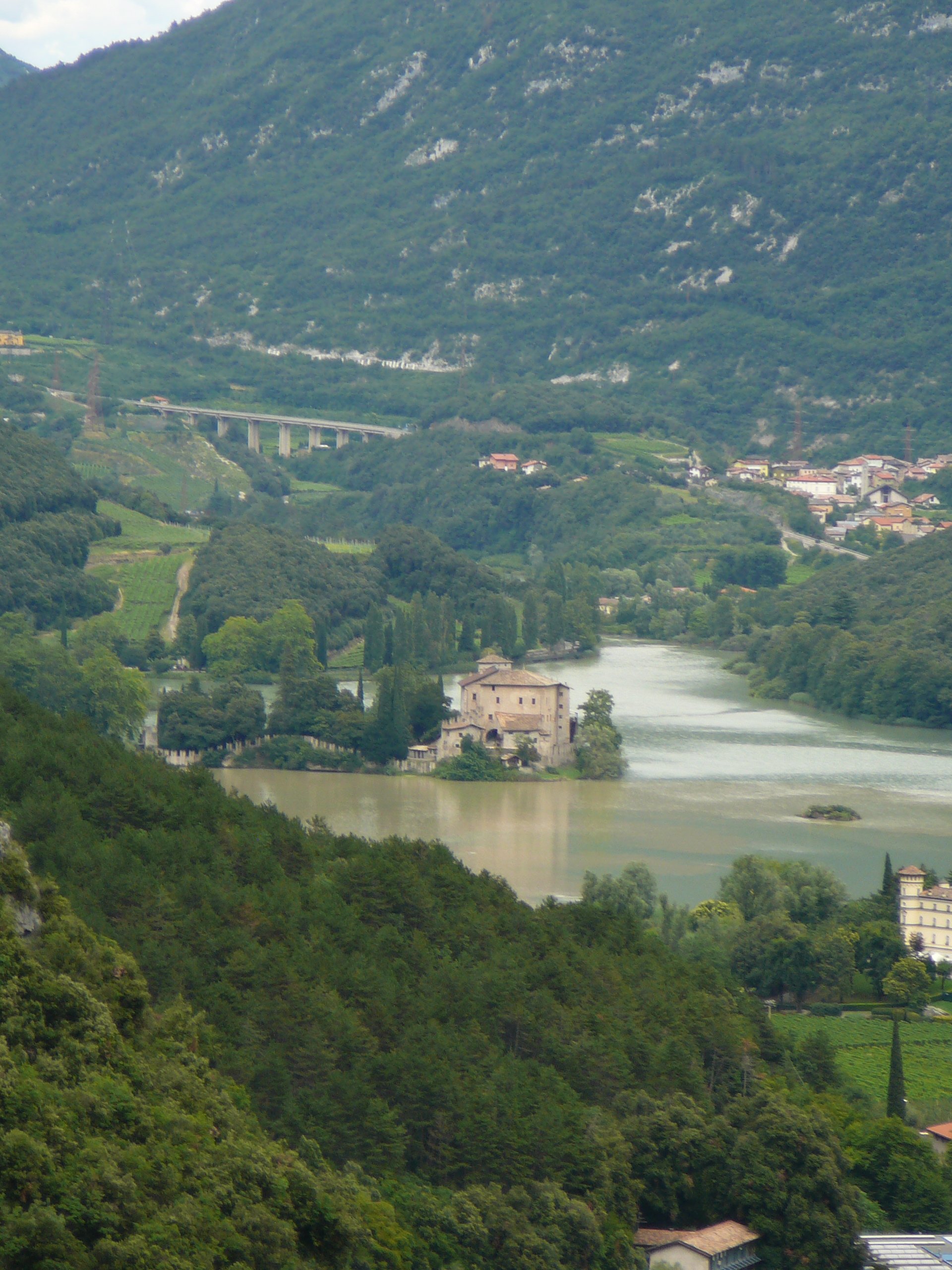
Castel Toblino
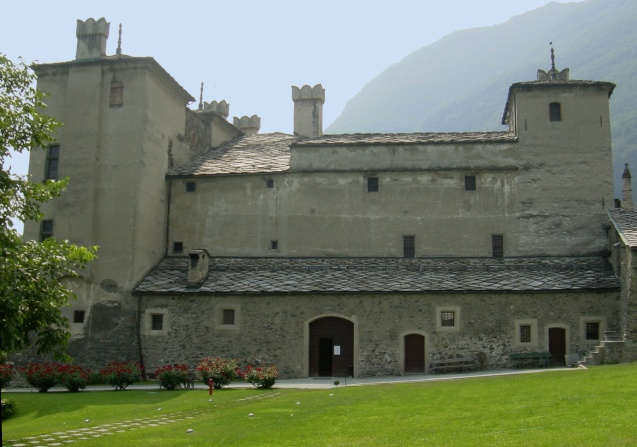
Castello di Issogne

Mit Giovanni Gaudenzio Madruzzo, dem Sohn Federicos, begann die Blütezeit der Madruzzo. Dieser erwarb sich in Diensten Kaiser Karls V. militärischen Ruhm und freiherrlichen Rang. Er war Mitglied des Geheimen Ratskollegiums von Karls Bruder Ferdinand I. sowie Hofmeister von dessen Söhnen. Sein enger Freund, Kardinal Bernhard von Cles, Fürstbischof von Trient, entsandte ihn unter anderem auf den Reichstag zu Worms (1521).

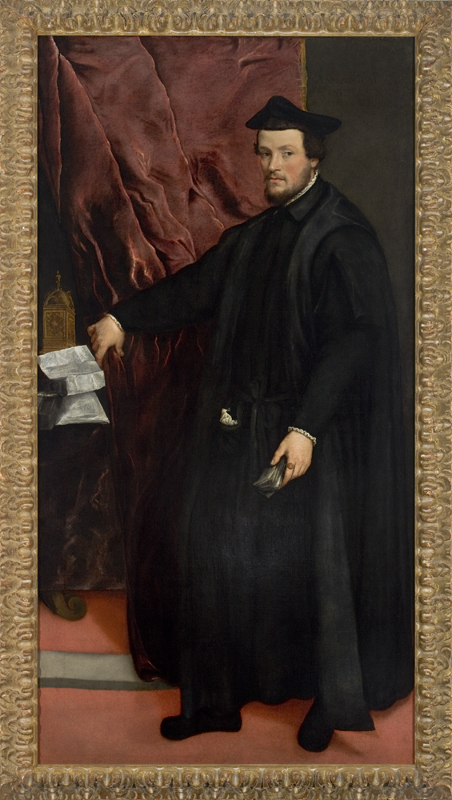
Cristoforo Madruzzo (1512–1578), Fürstbischof von Trient

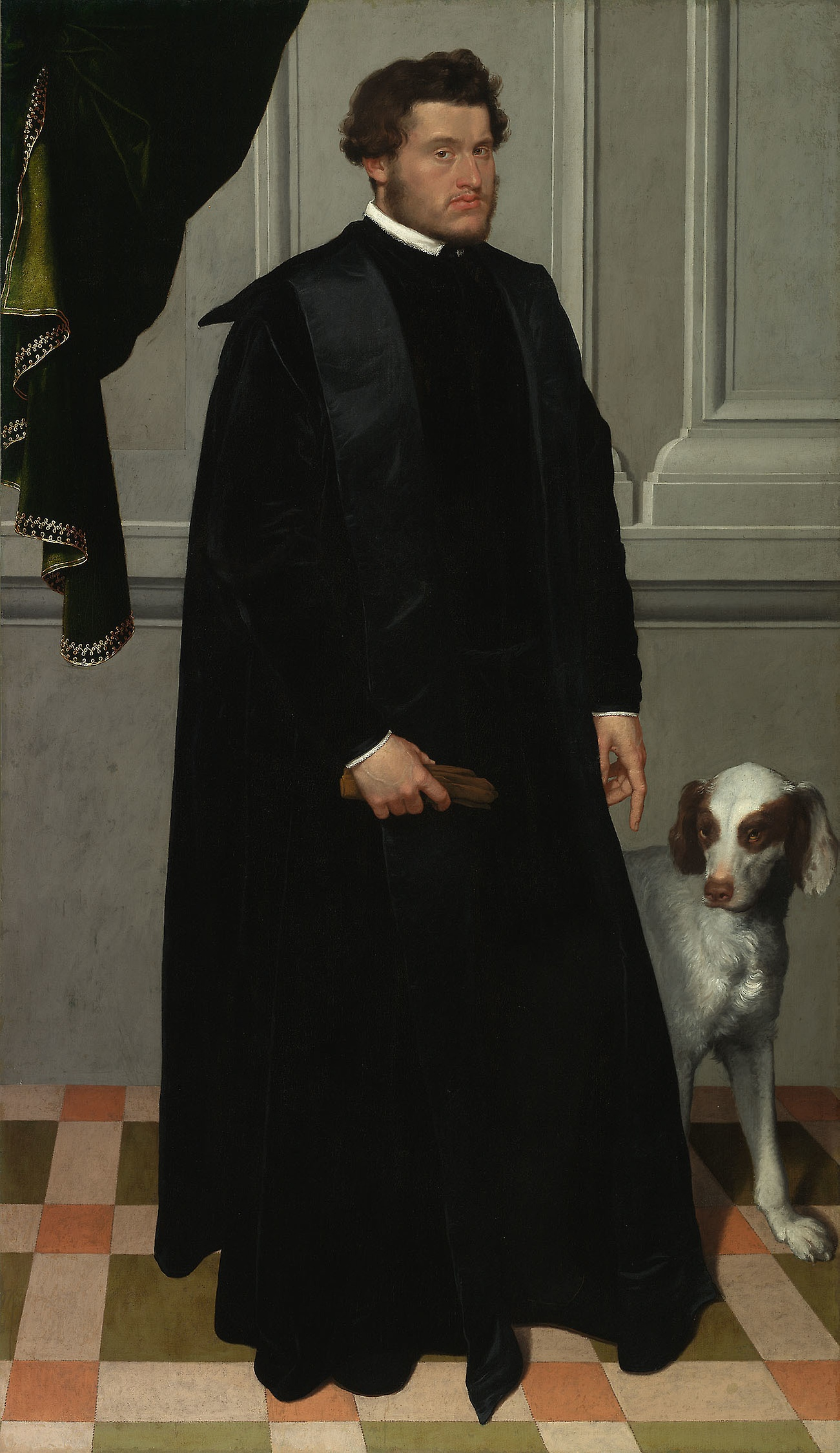
Giovanni Ludovico Madruzzo (1532–1600), Fürstbischof von Trient

Sein Sohn Cristoforo Madruzzo (1512–1578) wurde 1539 Fürstbischof von Trient und damit Herrscher über das Trentino. Diese Position, die die Familie weit über ein Jahrhundert besetzen konnte, bildete die Basis für ihre Machtstellung. Cristoforo war außerdem Gastgeber und bedeutender Theologe des Konzils von Trient. Die Zugehörigkeit sowohl zum Heiligen Römischen Reich und dem seine Kaiser stellenden Haus Habsburg, als auch zum italienischen Kulturbereich (unter anderem als Kardinäle der Kurie) wies den Trientiner Fürstbischöfen zudem eine Mittlerrolle zwischen beiden zu, aus der die Bedeutung der Familie erwuchs. 1543 wurde er auch Fürstbischof von Brixen. 1556 ernannte der spanische König Philipp II. Cristoforo zum Gouverneur des Herzogtums Mailand. Im Jahre 1567 verließ er diesen Posten und trat auch von seinem bischöflichen Stuhl in Trient zugunsten seines Neffen Giovanni Ludovico Madruzzo (1532–1600) zurück, der seit 1550 Koadjutor mit dem Recht der Nachfolge war; in Brixen folgte ihm nach seinem Tod sein Neffe Johann Thomas von Spaur als Fürstbischof nach.
Geschickte Heiratspolitik verband die Madruzzo in dieser Zeit mit mächtigen europäischen Adelsfamilien, so den Medici, Fugger, Gonzaga, Orsini und den Herren von Ems bzw. Altemps.
Folgende waren die Fürstbischöfe aus dem Hause Madruzzo:
- Cristoforo Madruzzo (Kardinal), amtierend 1539–1567
- Ludovico Madruzzo (Kardinal), 1567–1600
- Carlo Gaudenzio Madruzzo (Kardinal), 1600–1629
- Carlo Emanuele Madruzzo, 1629–1658

Kardinal Ludovico Madruzzo (1532–1600) nahm 1582 als Päpstlicher Legat am Augsburger Reichstag teil, ferner an sieben Papstwahlen. Die meiste Zeit seines Lebens verbrachte er in Rom und starb dort auch.
Dessen Neffe Carlo Madruzzo (1562–1629) wurde im Jahre 1600 sein Nachfolger in Trient und 1604 Kardinal. Auch dieser starb in Rom.
Mit dem vierten Trientiner Fürstbischof der Familie, Carlo Emanuele Madruzzo (1599–1658), starb 1658 die Familie im Mannesstamm aus. Sein Gesuch, sich in den Laienstand versetzen zu lassen, um das Aussterben zu verhindern, wurde vom Papst abgelehnt. Freilich hinterließ er einige illigetime Nachkommen, die auch weiterhin politisch und wissenschaftlich hervortraten.
Der Hauptsitz der Familie, das Castel Madruzzo, sowie das Castello di Issogne fielen im Erbgang und durch Heirat 1661 an die Familie Lenoncourt und 1691 an die Del Carretto, Marchesi di Balestrino, die Letzteres nach einem Erbstreit 1696 an eine Linie der ursprünglichen Besitzerfamilie von Challant herausgeben mussten. Das Castel Nanno fiel an die Trentiner Kirche.
Dem aus einer Seitenlinie stammenden Andreas Nikolaus Madruzzo (1685–1726) gelang es, offiziell als Nachfahre des Geschlechts bestätigt zu werden, jedoch starb auch diese Linie 1796 im Mannesstamm aus.

## Mitglieder des Hauptzweigs

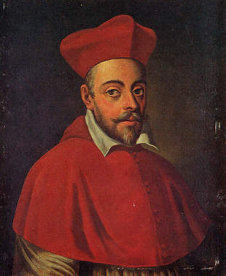
Carlo Gaudenzio Madruzzo (1562–1629), Fürstbischof von Trient

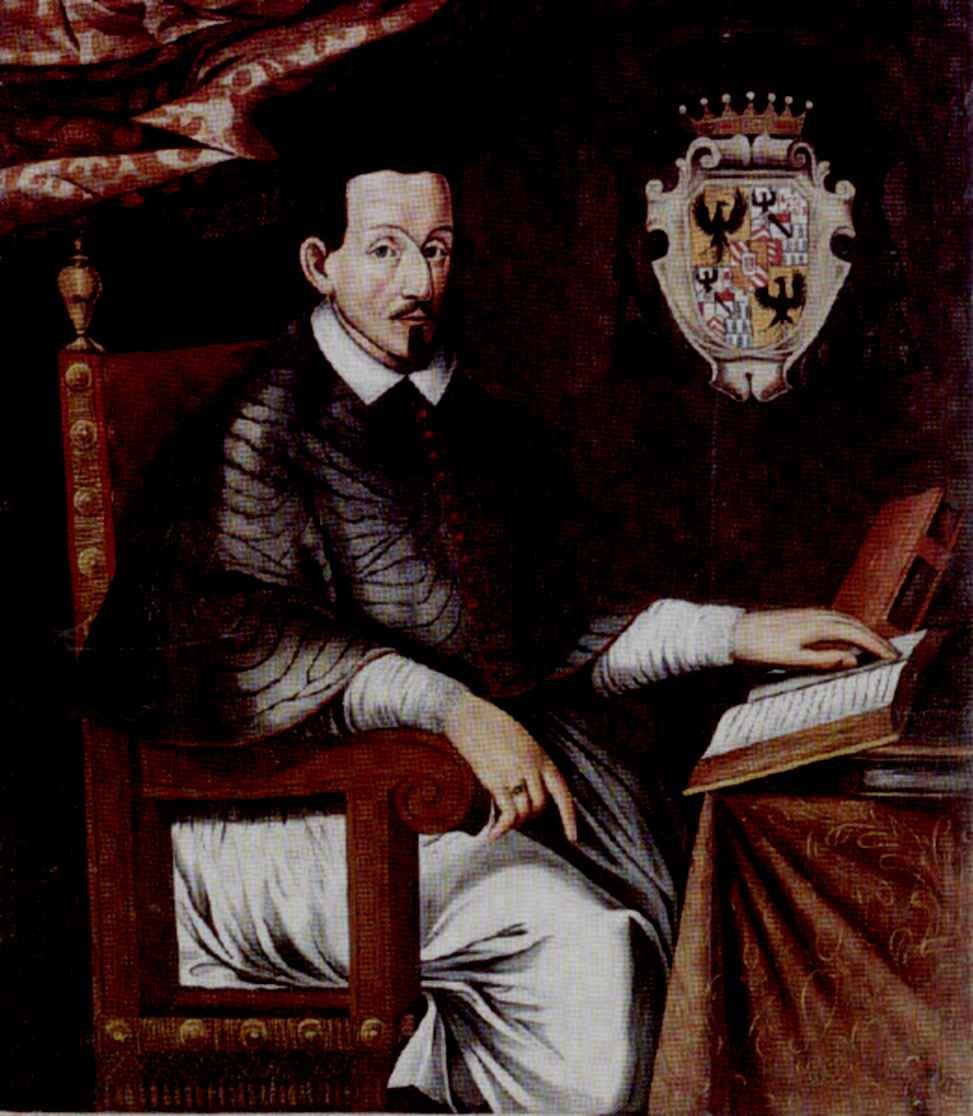
Carlo Emanuele Madruzzo (1599–1658), Fürstbischof von Trient

- Giovanni Gaudenzio di Madruzzo (1486–1550) ⚭ 1507 Euphemia von Sporemberg (* ca. 1490)[3] - Sparrenberg[4]
  - Nicola di Madruzzo (1508–1572) ⚭ 1530 Helene von Lamberg († 1559) ⚭ 1560 Gerardina von Arco (1499–1551)
    - Ferdinando Fortunato di Madruzzo (1534–1556) ⚭ Ursula Margarethe, Gräfin von Hohenems (1536–1608)
      - Niccolò IV. di Madruzzo
      - Giannangelo Gaudenzio Madruzzo, Baron von Avio und Brentonico (1562–1618) ⚭ 1562 Caterina Orsini ⚭ 1584 Alfonsina Gonzaga
      - Elena di Madruzzo (1564–1627) ⚭ Georg, Graf Fugger von Nordendorf
      - Orsola di Madruzzo ⚭ Christoph von Wolkenstein-Rodenegg
      - Cecilia di Madruzzo († 1633)

    - Giovanni Frederico di Madruzzo (1535–1586) ⚭ 1557 Isabelle de Challant (1531–1596), Erbin des Castello di Issogne im Aosta-Tal
      - Emmanuele Renato di Madruzzo († 1614) ⚭ 1596 Emmanuelle Philiberte de Seyssel
        - Carlo Emanuele Madruzzo (1599–1658), Graf von Challant, Fenis, Avio Aaberg, Fürstbischof von Trient
        - Vittorio Gaudenzio Madruzzo († 1631), Graf von Challant, Fenis, Avio und Aaberg ⚭ Ersilia d’Adda

      - Carlo Gaudenzio Madruzzo (1562–1629), Fürstbischof von Trient, Kardinal (1604), Bischof von Smyrna (1595), Bischof von Sabina (1606)
      - Gian Gaudenzio de Madruzzo, auf Castel Toblino
      - Cristina de Madruzzo (1563–1624) ⚭ 1581 Claudius von Salm († 1583), ⚭ 1583 Conte di Roussilon
      - Gabriele Ferdinando de Madruzzo, Baron di Bauffremont (1564–1507) ⚭ 1598 Bonne de Livron
      - Margherita de Madruzzo (1565–1602) ⚭ Delfino Tizzoni Maria Graf von Desana
      - Caterina de Madruzzo (1570–1623) ⚭ Hannibal Grimaldi, Graf von Boglio
      - Elena de Bona Madruzzo (1572–1639) ⚭ Prospero Frichignono, Conte di Castellengo e Tronzano
      - Eleonora de Madruzzo (1573–1636) ⚭ Carlo Adriano Costa, Conte di Polonghera, Arignano e Fortepasso
      - Isabella de Madruzzo ⚭ Guido Conte di San Giorgio

    - Euphemia von Madrutz
    - Giovanni Ludovico Madruzzo (1532–1600), Fürstbischof von Trient und Kardinal
    - Elisabetta di Madruzzo (1538–1592) ⚭ Johann von Wolkenstein-Rodenegg
    - Odorico di Madruzzo
    - Gaudenzio Madruzzo
    - George Madruzzo
    - Giulia di Madruzzo ⚭ Leopold, Freiherr von Herberstein
    - Eriprando di Madruzzo
    - Cristoforo di Madruzzo
    - Alessandro di Madruzzo
    - Isabella di Madruzzo ⚭ Johann von Wolkenstein
    - Gaudenzio di Madruzzo

  - Cristoforo Madruzzo (1512–1578), Fürstbischof von Trient, Bischof von Tusculum und Kardinal
  - Eriprando Baron di Madruzzo (1523–1547) ⚭ Maxentia Floriani
  - George Madruzzo († 1560)
  - Balthasar von Madrutz
  - Marta di Madruzzo ⚭ Joseph von Egger
  - Katharina von Madrutz († 1551) ⚭ Ulrich zu Spaur und Flavon (1495–1549)
    - Johann Thomas von Spaur (1528–1591), Fürstbischof von Brixen
    - Christoph Andreas von Spaur (1543–1613), Bischof von Gurk und Brixen

  - Birgitta von Madrutz († 1576) ⚭ 1531 Johann Freiherr zu Trautson Sprechenstein (1509–1589)

## Wappen

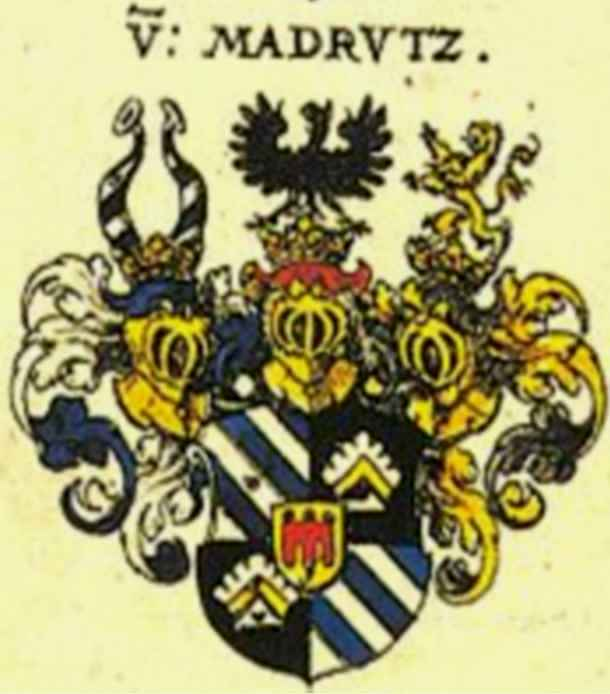
Wappen der Familie Madruzzo in Siebmachers Wappenbuch von 1605

Der Wappenschild ist geviert. Er zeigt in Feld 1 und 4 sechs schräggestellte Balken in Silber und Blau, das Wappen der Familie Nano, in Feld 2 und 3 auf schwarzem Grund einen silbernen Fünfberg, der mit einem Roten Sparren belegt ist, das Wappen der Familie Sparrenberg (Sparemberg). Der Mittelschild zeigt das alte Madruzzowappen in Rot, in der unteren Hälfte zwei silberne Pfähle.

## Rezeption
Benito Mussolini schrieb 1910 einen historischen Roman (L’amante del cardinale, dt. Die Mätresse des Kardinals), in dem er das mutmaßlich dekadente Ende der Familie um den vierten und letzten Fürstbischof thematisiert.